# 알마 전투
알마 전투 (알마강 전투의 약자)는 크림 전쟁 중 1854년 9월 20일 크림반도를 방어하는 러시아군과 연합 원정군(프랑스, 영국, 오스만군으로 구성) 사이에 벌어졌다. 연합군은 9월 14일 크림반도에 기습 상륙했다. 연합군 사령관인 원수 자크 르루아 드 생타르노와 래글런 경은 전략적으로 중요한 항구 도시인 세바스토폴로 진군했고, 세바스토폴은 45 km (28 mi) 떨어져 있었다. 러시아군 사령관인 프린스 알렉산드르 세르게예비치 멘시코프는 도시 전방의 마지막 자연 방어 거점인 알마강 남쪽 알마 고지로 병력을 급파했다.
연합군은 일련의 단절된 공격을 감행했다. 프랑스군은 러시아군이 오르기 불가능하다고 여겼던 절벽을 공격하여 러시아군의 좌측 측면을 돌파했다. 영국군은 처음에는 프랑스군의 공격 결과를 지켜본 뒤, 러시아군의 우측 주둔지를 두 차례 공격했지만 실패했다. 결국, 영국군의 우월한 소총 사격으로 러시아군은 퇴각할 수밖에 없었다. 양쪽 측면이 돌파되자 러시아군의 방어선은 무너졌고 그들은 도주했다. 기병 부족으로 인해 추격은 거의 이루어지지 않았다.
이 전투로 프랑스군은 약 1,600명, 영국군은 2,000명, 오스만군은 503명, 러시아군은 약 5,000명의 사상자를 냈다.

## 배경
400척으로 구성된 연합 함대는 1854년 9월 7일 바르나의 오스만 항구를 떠났지만, 명확한 목표나 상륙 지점은 정해져 있지 않았다. 연합군은 세바스토폴을 기습공격으로 점령할 계획이었지만, 대신 예브파토리야로 항해하기로 결정했고, 9월 13일 상륙 부대가 그곳을 점령했다. 크림반도 러시아군 사령관인 프린스 알렉산드르 세르게예비치 멘시코프는 기습을 당했다. 그는 연합군이 겨울이 시작될 무렵에 그렇게 가까이 공격할 것이라고는 생각하지 못했으며, 크림반도를 방어할 충분한 병력을 동원하는 데 실패했다. 그는 남서 해안을 따라 38,000명의 병사와 18,000명의 선원만 있었고, 케르치와 테오도시야 주변에는 12,000명이 더 있었다.
연합군은 세바스토폴 북쪽 45 km (28 mi) 지점인 크림반도 서해안의 칼라미타만에 도달하여 9월 14일에 상륙을 시작했다. 프랑스군이 먼저 상륙했고, 해질녘까지 사단장 프랑수아 캉로베르의 1사단, 피에르 프랑수아 보스케의 2사단, 나폴레옹 왕자의 3사단이 포병과 함께 상륙했다. 영국군의 상륙은 프랑스군에 비해 훨씬 더 오래 걸렸는데, 해상이 잔잔할 때 보병이 먼저 상륙했지만, 영국군이 기병을 상륙시키려고 할 무렵에는 바람이 불고 파도가 거세어 말이 파도 속에서 고생했다.
알마로 파견된 오스만군은 소장(아미르리와) 술레이만 파샤 알 아르나우티가 지휘하는 제3여단으로 구성되었으며, 제3여단은 제13보병연대(무스타파 베크 준장 지휘)와 제14보병연대(알리 베크 준장 지휘)로 이루어졌다.
영국군과 기병대는 상륙하는 데 5일이 걸렸다. 많은 병사들이 콜레라에 걸려 배에서 실려 나갔다. 육상으로 장비를 옮길 시설이 없었기 때문에, 지역 타타르인 농장에서 수레와 마차를 훔쳐 오기 위해 팀을 파견해야 했다. 병사들을 위한 유일한 식량과 물은 바르나에서 받은 3일치 배급량이었다. 텐트나 장비 가방이 배에서 내려지지 않아, 병사들은 첫날 밤을 대피소 없이 보내며 폭우와 뜨거운 열기에 무방비로 노출되었다.
영국군은 26,000명의 보병으로 구성되었다. 케임브리지 공작 휘하의 1보병사단, 조지 드 라시 에반스 경 휘하의 2보병사단, 리처드 잉글랜드 경 휘하의 3보병사단, 조지 캐스카트 경 휘하의 4보병사단, 그리고 조지 브라운 경 휘하의 경보병사단이 있었다. 영국군에는 또한 루칸 경 휘하의 1,000명 규모 기병사단, 4개 왕립 포병대대, 그리고 1개 왕립 기마 포병대대가 있었다.
세바스토폴에 대한 기습 공격 계획이 지연으로 인해 지장을 받았음에도 불구하고, 6일 뒤인 9월 19일, 군대는 마침내 남쪽으로 향하기 시작했고 함대가 이들을 지원했다. 프랑스군은 해안 근처 연합 전선의 우측에 있었고, 튀르크군은 그들을 따랐으며, 영국군은 내륙 쪽으로 더 멀리 떨어진 좌측에 있었다. 행군에는 불가나크, 알마강, 카차강, 벨벡, 초르나강 등 5개의 강을 건너는 것이 포함되었다. 정오 무렵, 연합군은 불가나크에 도달했고 카자크 선발대가 제13경용기병대의 정찰대에 발포했을 때 러시아군을 처음으로 목격했다. 경보병여단이 카자크에게 돌격을 준비할 때, 래글런 경은 전방 지형의 움푹 들어간 곳에서 대규모 러시아 보병대가 발견되자 후퇴 명령을 내렸다. 다음 날 아침, 연합군은 계곡을 따라 진군하여 강 건너 알마 고지에 있는 러시아군과 교전했다.
알마에서 크림반도 러시아군 총사령관 멘시코프 공은 강 남쪽 고지대에서 저항하기로 결정했다. 러시아 제국 육군은 프랑스-영국 연합군보다 병력이 수적으로 열세였지만(러시아군 35,000명 대 영국-프랑스-오스만 연합군 60,000명), 그들이 점령한 고지대는 천연 방어 지형이었고, 실제로 연합군이 세바스토폴로 접근하는 마지막 천연 장벽이었다. 더욱이 러시아군은 고지대에 백 개 이상의 야포를 배치하여 고지대에서 파괴적인 효과를 낼 수 있었다. 그러나 바다를 향한 절벽에는 포가 없었는데, 이는 적이 오르기에는 너무 가파르다고 여겨졌기 때문이다.
연합군은 불가나크 북쪽 강둑에 군영을 치고 다음 날 6 km (4 mi)를 행군하여 알마강 북쪽 강둑에 이르렀는데, 그곳은 강으로 완만하게 경사져 있었다. 강 남쪽 강둑을 따라 뻗어 있는 가파른 절벽은 107 m (350 ft) 높이였고, 강 어귀에서 내륙으로 거의 3km 가량 이어져 있으며, 부르리우크 마을에서 강 건너편에 있는 완만하지만 똑같이 높은 언덕인 텔레그래프 언덕과 만났다. 그 동쪽에는 대부분의 접근로를 감시할 수 있는 사격 지대를 가진 자연 요충지인 쿠르간 언덕이 있었고, 이는 전체 진지의 핵심이었다. 보병 공격으로부터 쿠르간 언덕을 보호하기 위해 두 개의 레다우트가 건설되었다. 동쪽 경사면에 작은 레다우트가, 서쪽에 큰 레다우트가 있었다. 세바스토폴로 가는 도로는 텔레그래프 언덕과 쿠르간 언덕 사이에 있었고, 언덕과 그 사이의 좁은 계곡에 위치한 러시아군 포대가 이를 방어하고 있었다.

## 전투

### 러시아군 좌측 측면의 프랑스군 공격

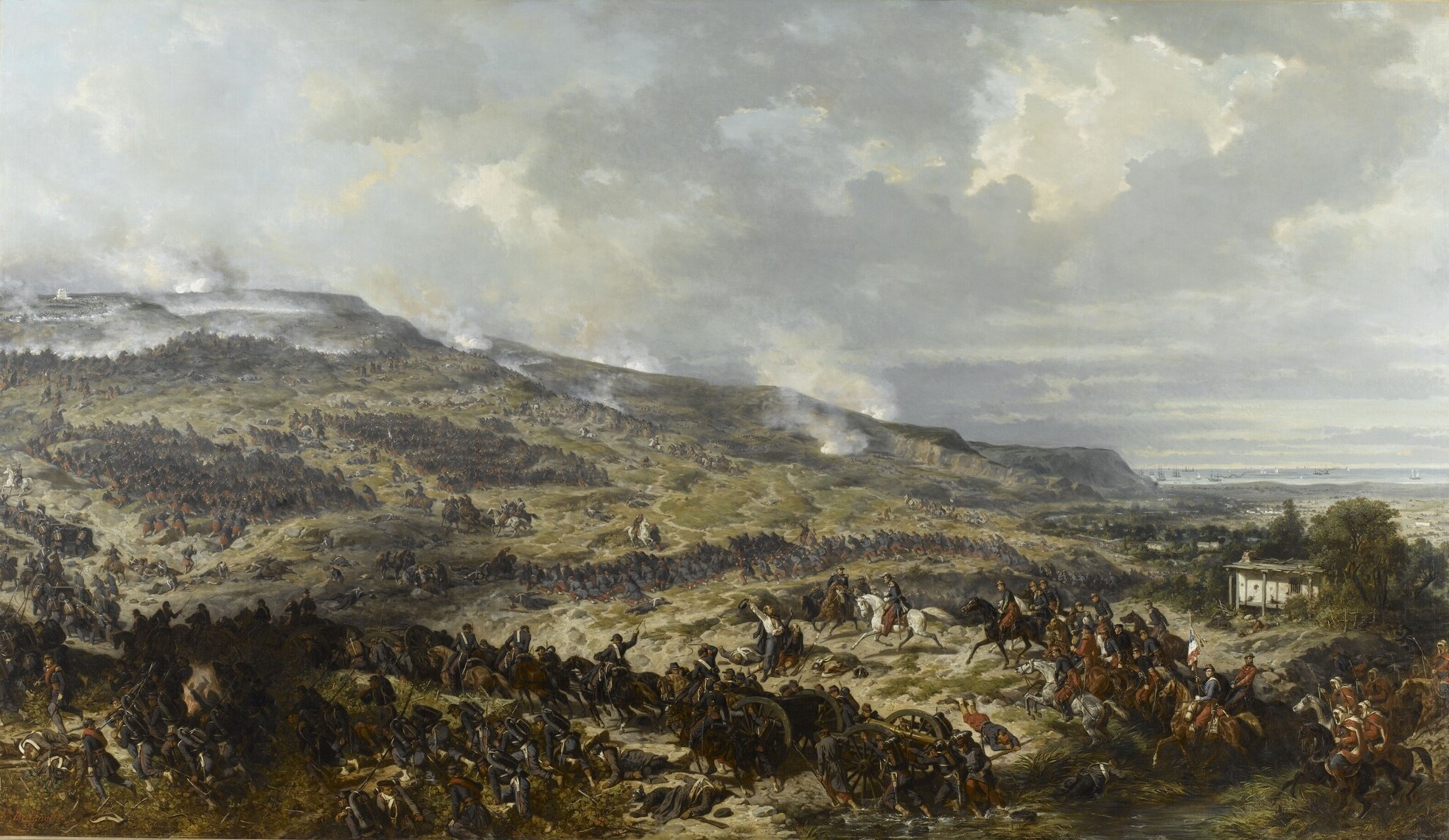
알마 전투에 참가한 프랑스군

정오 무렵, 연합군은 평원에 집결하고 있었는데, 영국군은 세바스토폴 도로 좌측에, 프랑스군과 터키군은 우측에, 해안을 향해 늘어서 있었다. 전날 연합군이 합의한 계획에 따르면, 두 군대는 넓은 전선에 걸쳐 동시에 진격하여 내륙으로 더 들어가 적의 측면을 돌파하려고 했다. 마지막 순간, 래글런은 프랑스군이 우측을 돌파할 때까지 영국군의 진격을 지연시키기로 결정했다. 병사들은 러시아군 포 사정권 내에서 땅에 엎드려 있다가 적절한 시기가 되면 강으로 돌진할 수 있는 위치에 있도록 명령받았다. 그들은 13시 15분부터 14시 45분까지 그곳에 엎드려 있으면서 러시아군 포병이 사거리를 찾아내자 병력을 잃었다.
영국군이 진격을 멈추고 있는 동안, 최우측에서는 보스케의 2사단이 강 어귀에 도착하여 강 위로 50m 솟아오른 가파른 절벽을 만났다. 러시아군은 이 절벽이 너무 가파르다고 여겨 포병으로 이 위치를 방어할 필요가 없다고 판단했다. 장비 가방을 강둑에 놓아둔 채, 사단 선두의 주아브병들이 강을 헤엄쳐 건너 나무를 이용해 재빨리 절벽을 올랐다. 고원에 도달하자 그들은 바위와 덤불 뒤에 숨어 모스크바 연대 방어 병력과 교전하며 증원군이 도착할 때까지 위치를 사수했다. 주아브병에 이어 더 많은 병사들이 절벽을 오르고 12문의 포를 협곡 위로 옮겼다. 그들은 멘시코프가 중앙에서 옮겨온 추가 보병과 포병을 만날 적절한 시간에 도착하여 저항을 조직하고 러시아군이 좌측에서 측면 공격을 당하는 것을 막으려 했다.
러시아군의 상황은 절망적이 되었다. 반격이 이루어지기도 전에, 보스케 사단 전체와 많은 튀르크군이 고원에 도달했다. 러시아군은 더 많은 포를 가지고 있었지만 – 프랑스군 12문에 비해 28문이었다 – , 프랑스군은 더 큰 구경과 더 긴 사거리의 포를 가지고 있었고, 보스케의 소총수들은 러시아군 포병들을 프랑스군 중포만 효과를 낼 수 있는 거리로 유지했다. 연합 함대의 포도 절벽 위의 러시아군 진지에 포격을 가하기 시작하여 병사들의 사기를 떨어뜨렸다. 첫 러시아 포병대가 도착했을 때, 그들은 이미 퇴각 중인 모스크바 연대의 잔해를 발견했다. 주아브병의 맹렬한 포격 아래 민스크 연대도 퇴각하기 시작했다.

### 대형 레다우트 공격
그동안 보스케의 좌측에서는 캉로베르의 1사단과 캉로베르의 좌측에서는 나폴레옹 왕자의 3사단이 텔레그래프 언덕에서 오는 맹렬한 포격으로 인해 강을 건널 수 없어 진격이 멈췄다. 나폴레옹 왕자는 자신의 좌측에 있는 2사단 사령관 조지 드 라시 에반스 중장에게 영국군이 진격하여 프랑스군의 압력을 덜어달라고 요청하는 전갈을 보냈다. 래글런은 영국군을 투입하기 전에 프랑스군의 공격이 성공하기를 여전히 기다리고 있었고, 처음에는 에반스에게 프랑스군으로부터 명령을 받지 말라고 말했지만, 에반스의 압력에 굴복했다. 14시 45분, 그는 영국 경보병사단, 1사단, 2사단에 추가 명령 없이 진격하라고 명령했다. 영국군은 두 줄로 배치되었는데, 첫 번째 줄은 좌측에 조지 브라운 경이 이끄는 경보병사단과 우측에 레이시 에반스의 2사단으로 구성되었다. 그들 뒤에는 두 번째 줄이 있었는데, 케임브리지 공작 휘하의 1사단으로 하이랜드 여단과 근위 여단으로 구성되었으며, 첫 번째 줄의 진격을 지원하기 위해 배치되었다. 나머지 영국군은 예비대로 대기했다.

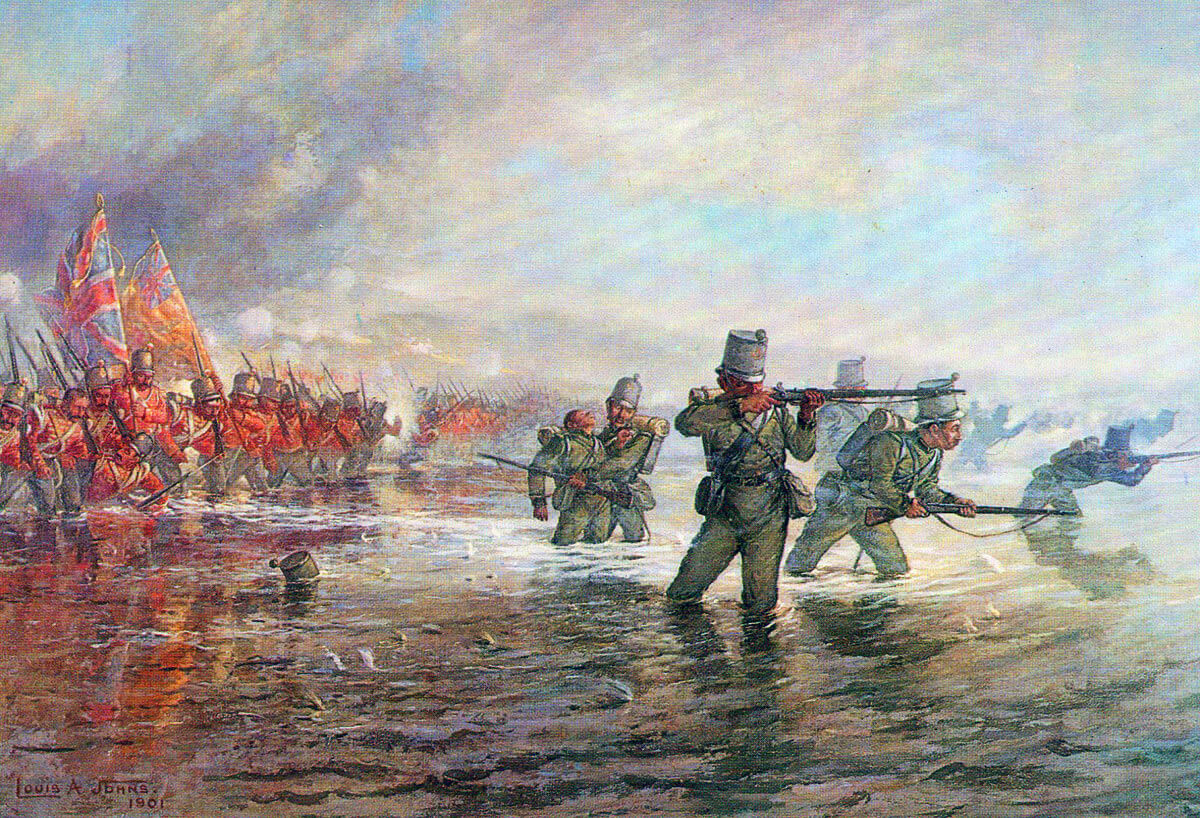
알마 전투에서 라이플 여단 2대대

경보병사단은 좌측으로 충분히 뻗지 못하고 비스듬히 진격했다. 곧 경보병사단 우측 부대와 2사단 좌측 부대가 합쳐지기 시작했다. 영국군 전선의 전략적 대형은 무너졌다. 강을 건너자마자 모든 질서도 무너졌다. 중대와 연대는 뒤섞였고, 두 명 깊이였던 전선은 이제 그저 군중이 되었다. 이를 본 러시아군은 대형 레다우트 양쪽에서 언덕을 내려오기 시작하여 아래의 영국군에게 발포했다. 기마 영국군 장교들은 말을 타고 부하들 주위를 돌며 전선을 재정비하라고 촉구했지만, 강둑의 은신처에서 움직이도록 설득하는 데 실패했다. 일부는 앉아서 물통을 꺼냈고, 다른 일부는 먹기 시작했다. 상황의 위험을 인식하고 재정비할 수 없었던 경보병사단 1여단 사령관 윌리엄 존 코드링턴 소장은 병사들에게 총검을 꽂고 진격하라고 명령했다.
밀집한 코드링턴 여단은 두꺼운 군중을 이루며 언덕을 오르기 시작했다. 시간이 부족하고 병사들을 대형에 배치할 수 없었던 장교들은 포기하고 병사들에게 레다우트에 있는 러시아군 포를 향해 돌격하라고 재촉했다. 러시아군 포병이 발포하자 영국군은 계속해서 위로 올라갔고, 결국 경보병사단 선발대 일부가 대형 레다우트의 벽을 넘어뜨렸다. 러시아군이 대포를 재배치하려 하는 동안, 병사들은 흉벽을 넘어 참호 안으로 들어가 혼란 속에서 두 문의 포를 나포했다. 그러나 증원군 부족을 깨닫고 블라디미르스키 연대가 탁 트인 고지대에서 레다우트 안으로 쏟아져 들어오자 영국군 나팔수들은 철수 명령을 내렸다. 러시아 보병은 총검을 꽂고 돌격하여 영국군을 몰아내고 언덕 아래로 후퇴하는 그들에게 발포했다.

### 퇴각과 재공격

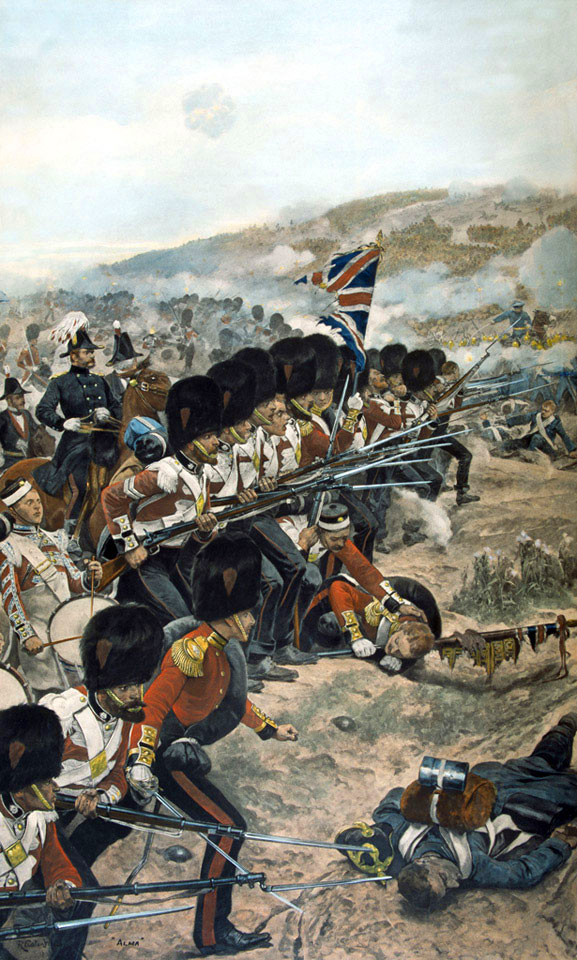
리처드 케이턴 우드빌 작, 알마의 콜드스트림 근위대, 1896년

이때쯤 1사단은 마침내 강을 건넜고, 대형 레다우트에 있던 러시아군은 근위 여단이 접근하는 것을 보았다. 우측에는 근위척탄병대, 중앙에는 스코츠 퓨질리어 근위대, 좌측에는 콜드스트림 근위대가 있었다. 멀리 좌측 시야 밖에는 콜린 캠벨 경이 지휘하는 하이랜드 여단이 있었다. 캠벨은 근위대의 지연에 짜증이 나서 즉시 진격을 명령했다. 총검 돌격을 굳게 믿었던 캠벨은 병사들에게 "러시아군 1야드 이내"에 들어올 때까지 소총을 발사하지 말라고 말했다.
당시 사단 나머지 부대보다 앞서 있던 스코츠 퓨질리어 부대는 즉시 언덕을 오르기 시작했고, 이때 러시아 보병에게 추격당하며 레다우트에서 내려오고 있던 경보병사단의 실수를 반복했다. 경보병사단은 진격하는 스코츠 퓨질리어 부대와 너무 강하게 충돌하여 전선이 여러 곳에서 끊어졌다. 스코츠 부대는 흔들렸지만 절반만 남은 채 다른 쪽으로 나와 혼란스러운 상태로 대형 레다우트를 향해 계속 나아갔다. 레다우트에서 37 m (40 yd) 떨어졌을 때, 러시아군은 대규모 일제 사격을 가했다. 스코츠 퓨질리어 부대는 강에 도달해서야 멈추고 퇴각할 수밖에 없었다. 그들은 나머지 전투 동안 강둑 은신처에 남아 있었고, 반복되는 진격 명령을 무시했다.
다른 두 근위연대는 스코츠 퓨질리어 연대가 남긴 공백을 메웠지만, 언덕 위로 총검 돌격을 하라는 명령을 거부했다. 대신 그레나디어 연대와 콜드스트림 연대는 대형을 이루고 미니에탄 일제 사격을 가하여 러시아군의 선발대를 저지했다. 이로 인해 러시아군은 멈췄고, 그레나디어 연대와 콜드스트림 연대는 곧 그들 사이의 간격을 좁힐 수 있었다. 러시아군은 다시 레다우트로 강제 퇴각당했다.

### 최종 단계
보병과 포병을 보호할 방어선이 없었던 러시아군은 치명적인 미니에 소총에 맞서 고지의 진지를 방어할 수 없었다. 곧 영국군 우측에 있는 에반스의 2사단이 근위대의 사격에 합류했다. 30보병연대는 강둑에서 러시아군 포대 3문의 포병들을 명확히 볼 수 있었고, 그들이 포를 재배치하기 전에 미니에 소총으로 그들을 제압했다. 러시아 보병과 포병이 퇴각하자 영국군은 천천히 언덕을 올라갔다. 16시경, 연합군은 사방에서 러시아군 진지로 집중되었는데, 좌측의 근위대는 쿠르간 언덕의 마지막 러시아 예비군을 제압하고, 코드링턴의 병사들과 다른 근위대는 대형 레다우트로 접근했으며, 2사단은 세바스토폴 도로를 따라 밀고 올라갔다. 알마 위 절벽을 프랑스군이 장악하면서 전투는 분명히 결정되었다.
러시아군은 사방으로 도주하며 계곡 아래로 달아나 적에게서 멀어졌다. 기마 장교들은 당황한 도주를 멈추려 헛수고를 했지만, 병사들은 이미 충분하다고 결정했다. 대부분의 러시아 병사들은 장교나 무엇을 해야 할지, 어디로 가야 할지 명확한 생각 없이 소규모 그룹으로 카차강을 향해 퇴각했다. 많은 이들은 며칠 동안 연대와 재결합하지 못했다. 텔레그래프 언덕 꼭대기에서 프랑스군은 멘시코프가 버려둔 마차를 나포했다. 그 안에서 그들은 야전 부엌, 차르의 편지, 50,000프랑, 프랑스 포르노 소설, 장군의 부츠, 그리고 여성용 속옷을 발견했다. 언덕에는 세바스토폴에서 온 구경꾼들이 남기고 간 버려진 소풍 도구, 양산, 망원경이 있었다.

## 전투 결과

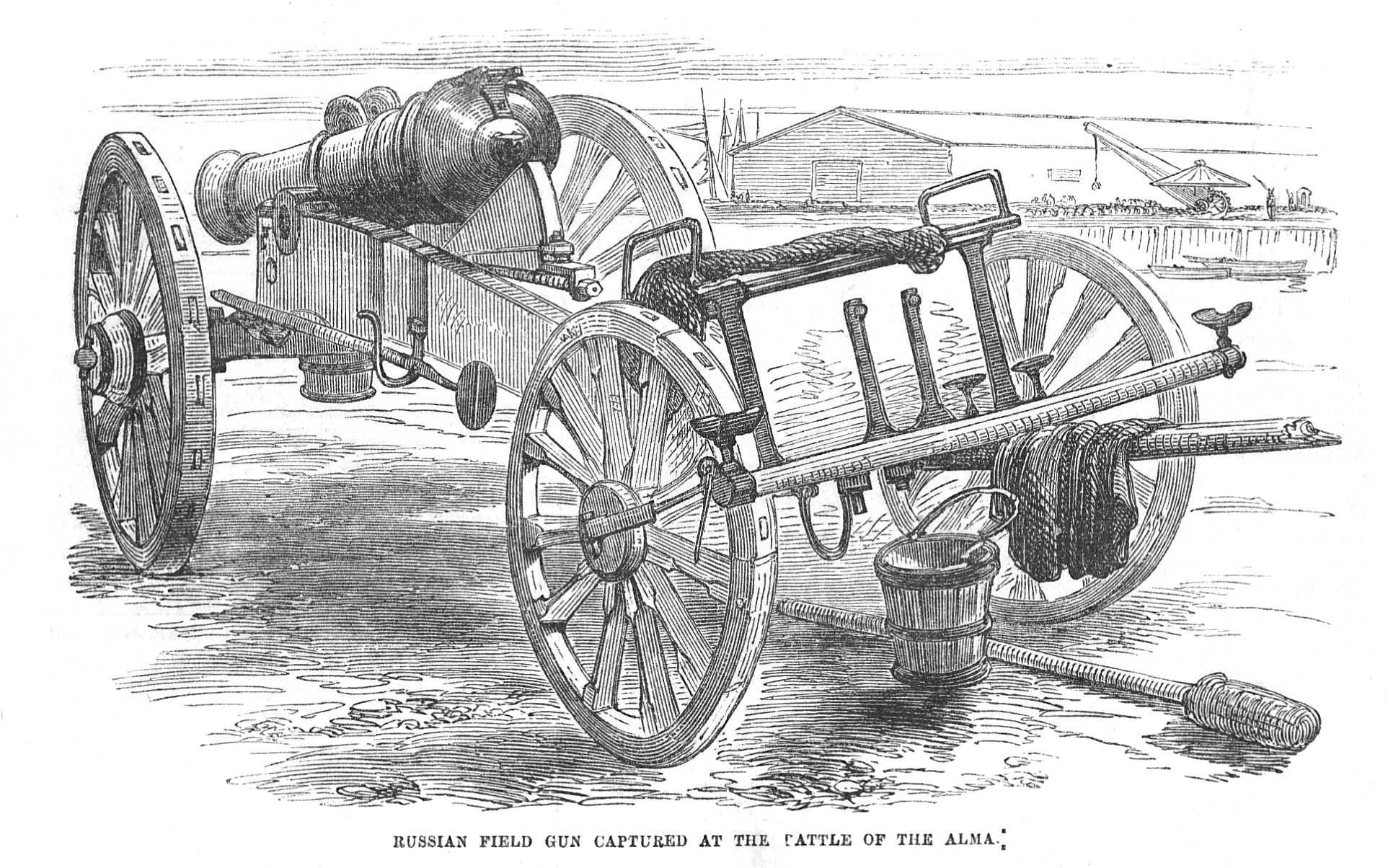
전투 종결 후 영국군이 노획한 러시아 포병대의 조각을 묘사한 판화. 아마도 당시 신문에서 발췌한 것으로 보인다.

이 전투로 프랑스군은 1,600명, 영국군은 2,000명, 오스만군은 503명, 러시아군은 약 5,000명의 사상자를 냈다. 영국군은 부상자를 전장에서 치우는 데 이틀이 걸렸다. 의료품이 전혀 없었기 때문에, 부상자들을 전장에서 옮기기 위해 군수 보급 마차를 징발해야 했다. 러시아군은 부상자들을 전장에 버려야 했기 때문에, 많은 부상자들이 다음 며칠 동안 절뚝거리며 세바스토폴로 돌아왔다. 약 1600명의 부상자들은 콘스탄티노플의 스쿠타리 병영으로 항해하기 전에 며칠을 기다려야 했다. 연합군 사령관들은 러시아군의 막대한 손실을 알지 못했다. 전장에 흩어진 장비를 수집해야 할 필요성 때문에 추격이 지연되었고, 기병 부족으로 인해 러시아군을 즉시 추격할 가능성은 배제되었다.
프랑스는 파리 (프랑스)의 알마교에 이 전투의 이름을 붙여 기념했다. 영국은 뉴질랜드 오타고의 작은 마을과 말버러의 강에 알마라는 이름을 붙였다. 캐나다 뉴브런즈윅주에서는 알마 마을 주변에 1856년 알마 교구가 조성되어 당시 발생한 알마 전투를 기념했다. 알마 (노바스코샤주), 알마 (온타리오주), 알마 (미시간주), 알마 (퀘벡주)는 이 전투의 이름을 따서 명명되었다.

## 내용주
1. ↑  Orlando Figes, The Crimean War: A History[6]
2. ↑  Orlando Figes, The Crimean War: A History[6]
3. ↑  Orlando Figes, The Crimean War: A History[6]
4. ↑  Orlando Figes, The Crimean War: A History[6]

## 참고 자료
- Annesley, Hugh (1854), 《Crimean Journal 1854》, London
- Baumgart, Winfried (1999). 《The Crimean War, 1853–1856》. New York: Oxford University Press.
- Bazancourt, César Lecat (1856). 《The Crimean Expedition, to the Capture of Sebastopol, Volume 1》. London.
- Bonham-Carter, V.; Lawson, Monica, 편집. (1968). 《Surgeon in the Crimea: The Experiences of George Lawson Recorded in Letters to His Family》. London: Constable.
- Egerton, Robert B (2000). 《Death of Glory: The Legacy of the Crimean War》. London: Westview Press.
- Figes, Orlando (2011). 《The Crimean War: A History》. Henry Holt and Company. ISBN 978-1-4299-9724-9.
- Gouttman, A. (1995). 《La Guerre de Crimée 1853–1856》 (프랑스어). Paris.
- Norman, C. B. (1911). 《Battle Honours of the British Army》. London: John Murray. 2021년 4월 5일에 확인함 – Gutenberg.org 경유.
- Russell, William Howard (1858). 《The British Expedition to the Crimea》. Routledge & Co.
- Seaton, A. (1977). 《The Crimean War: A Russian Chronicle》. London.
- Small, Hugh (2007). 《The Crimean War: Queen Victoria's War with the Russian Tsars》. Stroud: Tempus.
- Spilsbury, J. (2005). 《The Thin Red Line: An Eyewitness History of the Crimean War》. London.

## 더 읽어보기
- 프렌치 블레이크, R.L.V (1973). 크림 전쟁. 스피어 북스.
- 브라이튼, 테리 (2005). 헬 라이더스: 경기병여단의 돌격의 진실. 펭귄 북스. ISBN 978-0-14-101831-7
- 플레처, 이언 & 이셴코, 나탈리아 (2004). 크림 전쟁: 제국의 충돌. 스펠마운트 리미티드. ISBN 1-86227-238-7
- Greenwood, Adrian (2015). 《Victoria's Scottish Lion: The Life of Colin Campbell, Lord Clyde》. UK: History Press. 496쪽. ISBN 978-0-75095-685-7. 2016년 2월 21일에 원본 문서에서 보존된 문서. 2015년 11월 26일에 확인함.
- 히버트, 크리스토퍼 (1963). 래글런 경의 파멸: 크림 전쟁의 비극 1854–55. 펠리컨 북스
- 킹레이크, 알렉산더 윌리엄 크림 침공, 8권. 에든버러
- 펨버튼, W. 베어링 (1962). 크림 전쟁의 전투. 팬 북스 리미티드. ISBN 0-330-02181-8
- 로일, 트레버 (2007). 크림: 대크림 전쟁 1854–1856. 아바쿠스. ISBN 978-0-349-11284-8
- Toson, Omar (1936). الجيش المصري في الحرب الروسية المعروفة بحرب القرم [크림 전쟁으로 알려진 러시아 전쟁의 이집트군] (아랍어). 힌다위 재단 (2011에 출판됨). ISBN 978-1-5273-0352-2.